# Kjetil Wæhler
Kjetil Wæhler (Oslo, Noruega, 16 de marzo de 1976) es un futbolista noruego, se desempeña como defensa y actualmente juega en el IFK Göteborg de la Allsvenskan sueca.

## Clubes
| Club              | País       | Año         | Partidos | Goles |
| FC Lyn Oslo       | Noruega    | 1992 - 1999 | 111      | 9     |
| Wimbledon FC      | Inglaterra | 1999 - 2002 | 0        | 0     |
| Moss FK           | Noruega    | 2002        | 11       | 1     |
| Vålerenga Fotball | Noruega    | 2003 - 2008 | 124      | 5     |
| Aalborg BK        | Dinamarca  | 2009 - 2012 | 83       | 3     |
| IFK Göteborg      | Suecia     | 2012 - 2014 | 63       | 3     |
| Vålerenga Fotball | Noruega    | 2015 -      | 46       | 3     |

- Datos: Q779662
- Multimedia: Kjetil Wæhler / Q779662